# Geschichte Belgrads
Die Geschichte Belgrads umfasst die Entwicklungen auf dem heutigen Gebiet der Stadt Belgrad von der ersten Besiedlung in der Jungsteinzeit bis zur Gegenwart. Von den Kelten gegründet, nannten die Römer die Stadt Singidunum. Sie stieg zu einem bedeutenden Legionslager am Donaulimes auf und war bis Anfang des 7. Jahrhunderts zentrale Verteidigungsstellung gegen die Barbaren. Während der Völkerwanderung entrissen die Awaren und Slawen den Byzantinern das Kastron. Der slawische Name Belgrad taucht erstmals 878 in frühmittelalterlichen christlichen Quellen auf. Im Hochmittelalter war sie eine umkämpfte Grenzstadt zwischen Byzanz, Bulgarien und Ungarn, Durchgangsort dreier Kreuzzüge und 1402 erstmals Hauptstadt Serbiens. Als bedeutendes spätmittelalterliches Kulturzentrum und wichtige Handelsstadt der nördlichen Balkanhalbinsel an der Grenze zu Mitteleuropa blühte Belgrad im 15. Jahrhundert auf. Die von Grund auf erneuerte strategisch wichtige Kastellburg trat nach dem Fall Konstantinopels und der türkischen Eroberung Serbiens (1459) in den Fokus osmanischer Expansionspolitik. Die erste Belagerung wurde 1456 erfolgreich abgewehrt, doch eroberten die Osmanen die Stadt schließlich 1521. Nach der Vertreibung der Türken aus Ungarn im Großen Türkenkrieg wurde Belgrad im letzten Viertel des 17. Jahrhunderts neuerlich zentraler strategischer Kriegsschauplatz und stark umkämpfte Festungsstadt zwischen dem Osmanischen Reich und der Habsburgermonarchie. Während der serbischen Aufstände wurde Belgrad zu Anfang des 19. Jahrhunderts Hauptstadt Serbiens und nach dem Ersten Weltkrieg bis Ende des 20. Jahrhunderts auch zur Hauptstadt Jugoslawiens.

## Vor- und Frühgeschichte

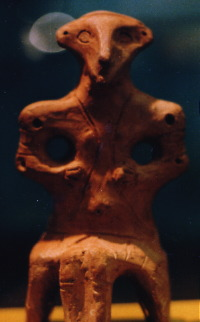
Fund Figur der sog. Vinča-Kultur

Archäologische Funde werden bis 5000 Jahre v. Chr. in die Jungsteinzeit datiert. In den Vororten Belgrads liegen die neolithischen Siedlungshügel der Starčevo- und Vinča-Kultur.

## Antike

### Römische Periode

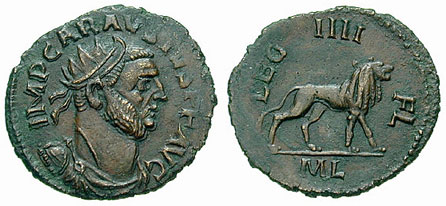
Ein Antoninianus unter Carausius geprägt. Auf der Rückseite der Münze befindet sich der Löwe, das Symbol der Legio IV. Flavia Felix mit der InschriftLEG IIII FL

Der erste Name einer Siedlung, der schriftlich erhalten ist, ist die römische Erwähnung einer wahrscheinlich ursprünglich größeren keltischen Ansiedlung um 279 v. Chr. Die Römer bezeichneten die Siedlung als Singidunum. Der Name bedeutete wahrscheinlich runde Festung oder runde Stadt und leitete sich wohl aus dem Keltischen ab. Singidunum wurde durch die Römer um 86 v. Chr. erobert. Diese bauten die Stadt als Festung weiter aus, doch sie blieb lange Zeit im Schatten von Sirmium, das die Hauptstadt einer der vier Präfekturen des Römischen Reiches war.
Die Stadt wurde in die Provinz Moesia superior (Hauptstadt Viminatium, das heutige Kostolac) eingegliedert und wird Garnisonsstadt am Donaulimes. Auf der gegenüber liegenden Seite der Save stand die Stadt Taurunum, das heutige Zemun.
Im Jahr 86 n. Chr. verlegte Domitian parallel zur Verstärkung der Reichsgrenzen gegen die Daker die Legio IV. Flavia Felix nach Singidunum. Dies bedeutete für die Stadt einen bedeutenden Aufschwung. An der Stelle der heutigen Festung steht im 2. Jahrhundert das römische Castrum als klassische rechteckige Anlage mit den Seitenverhältnissen 560 × 350 m welches sich von der Oberstadt der Festung von Belgrad bis zur heutigen Pariska Ulica erstreckt. Eine Brücke über die Save verband in der Zeit zudem Singidunum und Taurunum.
Zu Beginn des 2. Jahrhunderts besiegte Trajan (105–106) Dazien unter Beteiligung der Legio IIII Flavia Felix, die seit 88 an den Feldzügen teilnahm und auch Teile des Straßenbaus nördlich der Donau übernahm. Mit der Bildung der Provinz Dakien begann für Singidunum eine Zeit des Friedens. Mitte des 2. Jahrhunderts verlegte Kaiser Hadrian die Legio IIII Flavia Felix zurück nach Singidunum und verlieh der Stadt den Status eines Municipiums mit größerer administrativer Freiheit.
Mit den Angriffen der Goten verließen die Römer 268 Dakien. Aurelian verlegte alle Legionen deshalb wieder ans Südufer der Donau und reorganisierte die Region durch die Bildung der Provinz Dacia ripensis. Die Legio IIII Flavia Felix nahm im 3. Jahrhundert an zumindest einer Kampagne gegen die Parther teil, was auf einem Grabstein in Kyrrhos in Syrien belegt ist.
Die erste Hälfte des 4. Jahrhunderts war wiederum eine Periode des Friedens: Die Stadt bekam den Status einer römischen Kolonie, was ihre Autonomie nochmals bestärkte. Der zukünftige Kaiser Jovian wird hier 332 geboren. Eine Inschrift von ca. 300, die dem Genius der vierten Flavischen Legion gewidmet ist, bezeugt die weitere Anwesenheit der Flavia Felix in Singidunum. Die vierte Flavische ist noch bis Mitte des Jahrhunderts belegt und wurde vor Ende des Jahrhunderts aufgelöst.
Mit der Reichsteilung 395 unter Theodosius I. kam Singidunum zu Ostrom, aus dem das Byzantinische Reich hervorging.
Während der Zeit des römischen Imperiums war Singidunum integraler Bestandteil der Defensivbefestigungen am Donau-Limes. Die strategische Lage von Stadt und Castrum an der Via militaris, die von Sirmium (Sremska Mitrovica) über Viminatium (Kostolac), Trimontium (Plovdiv) bis Konstantinopel führte, bestimmte die Geschichte Singidunums bis zum Beginn des 7. Jahrhunderts. Die in der Umgebung Belgrads gelegenen Forts Mutatio ad Sextum (Mali Mokri Lug), Castra Tricornia (Ritopek) und Mutatio ad Sextum Militare (Grocka) verteidigten die Militärstraße. Eine weitere Straßenverbindung verband die Bergwerke am Avala, Kosmaj und Rudnik.
Die Militärstadt von Singidunum wurde mit der Ansiedlung von Veteranen der Legionen in der Unterstadt durch eine bedeutende Zivilstadt ergänzt. Bemerkenswerte Überbleibsel der imperialen Periode wurden in der ganzen Umgebung gefunden (Gräber, Monumente, Skulpturen, Keramik, Münzgeld). Teile des Straßensystems verliefen noch nach antikem Schema und sind an der Ausrichtung der Straßen Uzun Mirkova, Dušanova und Kralja Petra erkennbar. Am Studentski Trg („Platz der Studenten“) stand das antike Forum mit rechteckigen Grundriss. Teile der römischen Thermen wurden dort in den 1970er Jahren freigelegt.

#### Völkerwanderung und Byzantinische Periode

Kušadak-Kamee („Belgrader Kameo“): Triumphierender Imperator zu Pferde über gefallenen Barbaren, Ende IV. Jh., Serbisches Nationalmuseum

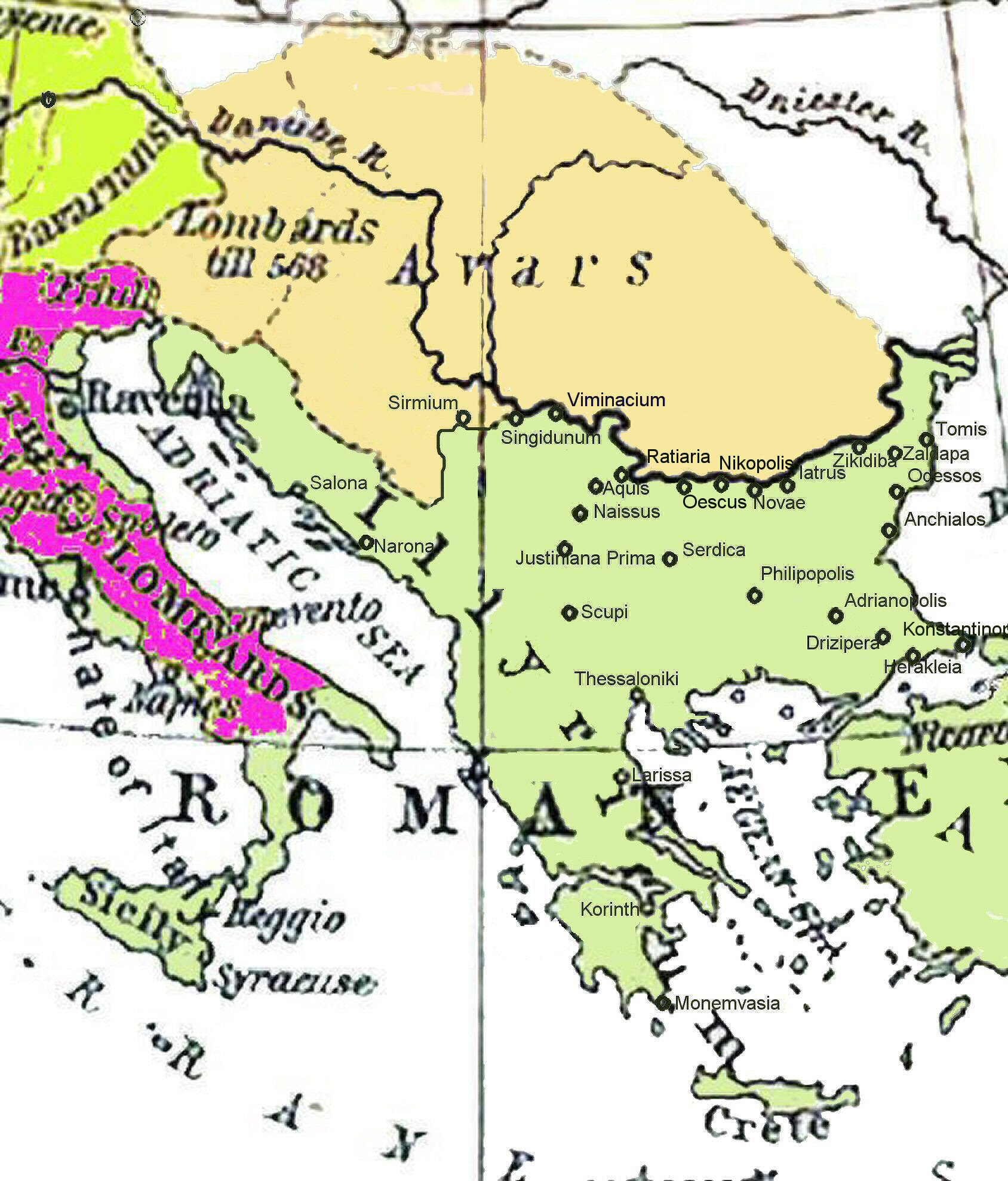
Ausdehnung des Byzantinischen Reichs um 571 n. Chr.

Im 5. Jahrhundert verschwand das Weströmische Reich als Machtfaktor, was für das verbleibende Oströmische Reich eine Folge von Invasionen der Balkanhalbinsel durch germanische, mongolische, slawische und türkische Völker bedeutete. 441 überfielen die Hunnen Singidunum und zerstörten den Ort dabei nahezu vollständig. 454 eroberten die Oströmer die Stadt zurück, doch fiel sie danach an die Ostgoten, an die Gepiden und Sarmaten und wiederum an die Goten. 488 kam Singidunum vertraglich wieder zum Byzantinischen Reich. 512 siedelte der Byzantinische Kaiser Anastasios I. die germanischen Heruler zur Abwehr der Gepiden an.
Durch die von Justinian I. betriebene Restauratio imperii befestigt der Kaiser 535 die Donaugrenze durch ein großangelegtes, der reinen Defensive dienendes Festungsbauprogramm an der unteren Donau, um an den Fronten gegen die Vandalen in Nordafrika, den Ostgoten in Italien sowie dem Perserreich in die Offensive zu gehen. Justinian erneuerte die dabei ins Zentrum gerückte Befestigungsanlage von Singidunum in Form eines wesentlich verkleinerten, aber mit starken Mauern befestigten byzantinischen Kastrons innerhalb des alten aufgegebenen Legions-Standlagers (Castra), was insbesondere durch eine weitere Staffelung von Kastra, die neuerbauten, der politischen wie kirchlichen Organisation der Region dienenden neue Verwaltungszentrum von Justiniana Prima (Caričin Grad), schützen und Einfälle nach Moesia unterbinden sollte, aber durch die nachfolgend nicht mehr verhinderte Landnahme der Slawen auf dem Balkan zur Makulatur wurde.
Das gut befestigte, schon einer mittelalterlichen Burg ähnelnde Kastron Singidunum bildete fortan den Nukleus der mittelalterlichen Stadt, die, mit Ausnahme der erst zu Beginn des 15. Jahrhunderts unter Stefan Lazarević neubebauten und befestigten Unterstadt der Festung von Belgrad, bis Anfang des 16. Jahrhunderts auch nicht über die justinianschen Grenzen hinauswuchs.
Mit dem letzten großen Völkerwanderungszug der Awaren wandern die Slawen als Verbündete in die Pannonische Tiefebene ein und eroberten 582 die strategisch wichtige Stadt Sirmium. 584 fiel auch das Kastron Singidunum, womit die Verteidigung der gesamten byzantinischen Donaugrenze zusammenbrach. Erst Kaiser Maurikios unternahm, mit seinem Regierungsantritt beginnend, einen 20-jährigen und schließlich erfolgreichen Abwehrkampf gegen Awaren und Slawen. 592 konnten seine Truppen Singidunum zurückerobern. Nachfolgend wurden die Awaren wieder nördlich der Donaulinie zurückgedrängt. Die Wiedereroberung des Balkans durch die Armeen der Römer wurde auch durch die nachfolgenden Feldzüge unter Phokas weiter untermauert, doch mit Abzug der Römischen Verbände nach Kleinasien unter Herakleios brach die römische Vormacht auf der Balkanhalbinsel völlig zusammen. Die folgende schnelle Landnahme der Slawen erfolgte ab 612, doch noch bis 625 hielt sich in Singidunum ein römischer Festungskommandant.

## Mittelalter

### Frühmittelalter

#### Slawische Besiedlung
630 wurde Singidunum von den Slawen erobert und die Region wie große Teile der Balkanhalbinsel wurden slawisiert. Nach dieser Eroberung folgten 200 Jahre ohne jegliche geschichtlicher Erwähnung über das Schicksal der Stadt. Mit dem Einfall des aus Asien stammenden Nomadenvolkes der Proto-Bulgaren taucht dann in lateinischen Quellen der Name Alba Bulgarica auf, was auf die aktuellen Machtverhältnisse in der Region zu dieser Zeit deutet. Der Name Beograd (štokavisch seit ca. 1400, zuvor mit silbenschließendem -l: Bel-grad) war lokal seit der großen Völkerwanderung der Slawen Anfang des 7. Jahrhunderts etabliert. Zum ersten Mal 878 dokumentiert ist er in einem Brief des Papstes Johannes VIII. an den Bulgaren Knjaz Boris I.: episcopus Belogradensis. Eine gelehrte Form war Alba Graeca. Dieser Name deutet auf die Zeit der byzantinischen (graeca – griechischen) Vormachtstellung in dieser Region. In byzantinischen Quellen wurde die Stadt als Veligradon bezeichnet – eine leichte Abwandlung von Belgrad. Der Name geht wahrscheinlich auf die helle Farbe des Kalksteins, der für den Bau der Befestigung genutzt wurde, zurück, während der awarische Name historisch verlorenging.

#### Zwischen Ungarn, Byzanz und Bulgarien
In den folgenden vier Jahrhunderten wurde Belgrad zu einem ständigen strategischen Zankapfel zwischen dem Byzantinischen Reich, dem Königreich Ungarn und dem Ersten Bulgarischen Reich.
Einige Daten markieren diese kriegerische Periode: 896 übernahmen die Ungarn Belgrad. 971 eroberten die Byzantiner die Stadt. Der bulgarische Zar Samuil eroberte 976 die Stadt. 1018 reintegrierte Basileios II. Belgrad in das Byzantinische Reich und 1096 zerstörten die Ungarn die Stadt, doch behielten die Byzantiner die Kontrolle.

### Hochmittelalter

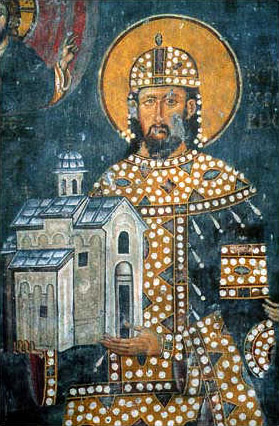
Stefan Dragutin

Serbien während der Regierung von Stefan Uroš IV. Dušan – Belgrad ist eine ungarische Stadt an der Grenze des Serbischen Reiches

#### Kreuzzüge und Byzantinische Erneuerung der Donaubefestigung unter Manuel I.
Nachdem 1076 Jerusalem in die Hände der Seldschuken gefallen war, begannen bald darauf die ersten Kreuzzüge, die 1096 und 1147 auch durch Belgrad führten. 1127 zerstörte der ungarische König Stephan II. die Stadt und nutzte die Steine, um Belgrad gegenüberliegend in Zemun (dem Antiken Kastell Taurunum) eine Befestigung in Sirmien zu bauen. Während der Feldzüge des byzantinischen Kaisers Manuel I. von 1149 bis 1150 mit dem Ziel, den Aufstand des serbischen Groß-Župans Uroš II. in Raszien zu beenden, gewann das Byzantinische Reich die Initiative auf der Balkanhalbinsel zurück und erlangte auch gegen die Ungarn in zwei Kriegen (1151–1153 und 1163–1168) die Oberhand. 1154 zerstörte Manuel I. Zemun und baute daraufhin die Befestigung in Belgrad in Form eines deltoiden Kastells aus. Die gesicherte Donaugrenze erlaubte den Byzantinern von hier aus die Offensive gegen Ungarn. Die territorialen Streitigkeiten um die Vorherrschaft auf dem Balkan zwischen Manuel I. und Géza II. und seinem Nachfolger Stephan III. gipfelten in der Schlacht bei Sirmium, wo Ungarn am 8. Juli 1167 dem Kaiser und den verbündeten Raszier 60 km von Belgrad entfernt unterlag. Damit war der Byzantinisch-Ungarische Krieg entschieden und die gesamte westliche Balkanhalbinsel in byzantinischem Besitz. Belgrad kam dabei erstmals seit Jahrhunderten wieder eine entscheidende Rolle in der Verteidigung der Grenzen des oströmischen Reiches zu. Zu der Zeit ist durch den arabischen Geographen und Kartographen al-Idrisi Belgrad als eine Stadt die „gut bevölkert und ansehnlich ist“ beschrieben.
Mit der byzantinischen Niederlage von Myriokephalon konnten die Ungarn dann aber erneut die Grenze bedrohen und 1182 eroberten sie die Stadt erneut, mussten Belgrad aber 1185 den Byzantinern wieder zurückgeben. 1189 befand sich Kaiser Friedrich Barbarossa, Führer des dritten Kreuzzuges, in Belgrad. Dabei plünderten die christlichen Truppen Zemun und zerstörten auch Belgrad. Nachdem Byzanz infolge des Vierten Kreuzzugs nach 1203 als Machtfaktor ausgefallen war, begannen offenen Kämpfe um Belgrad, das 1230 an die Bulgaren und 1232 an die Ungarn fällt. Diese behielten für die überwiegende Zeit des Hochmittelalters die Herrschaft über Belgrad. Erst mit dem aufkommenden Nemanjiden-Reich wurde Belgrad wieder von einem Balkanland beansprucht.

#### Zwischen Serbien und Ungarn
Der erste serbische König, der die Stadt regierte, war Stefan Dragutin, der als Vasall des ungarischen Königs Ladislaus IV. in der Zeit von 1282 bis 1316 im Norden des damaligen serbischen Reichs ein eigenes Königreich in Konkurrenz zu Stefan Uroš II. Milutin aufbauen konnte. 1284 machte er Belgrad zur Hauptstadt des Königreichs Srem und erreichte auch, dass das Gebiet von Sirmien nördlich der Save zu seinem Territorium kam. Nach seinem Tod 1316 fiel Belgrad an seinen jüngeren Bruder Stefan Milutin, doch konnten ihm die Ungarn 1319 unter Karl I. nach der Schlacht in der Mačva die Stadt entreißen. Von diesem Zeitpunkt an war das Territorium von Srem, Mačva und Belgrad ein territorialer Streitpunkt zwischen Ungarn und Serbien. König Stefan Uroš III. Dečanski und insbesondere Zar Stefan Uroš IV. Dušan (1331–1355) bezeugten ihren Anspruch auf das Territorium. Stefan Dušan, der mächtigste Herrscher des mittelalterlichen Serbiens, gliederte Belgrad kurzzeitig seiner Herrschaft an, nachdem er den Einfall Karl I. zurückschlagen konnte und der ungarische König dabei verwundet wurde. Doch letztlich verblieb Belgrad bei Ungarn. Erst unter den Nachfolgern der Nemanjiden wurde die Stadt ein zentraler Bestandteil des serbischen mittelalterlichen Reiches.

### Spätmittelalter

#### Hauptstadt des serbischen Despotats

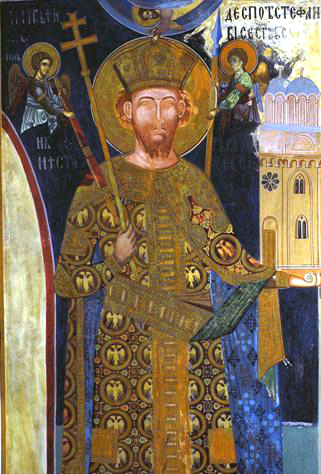
Despot Stefan Lazarević macht Belgrad 1403 zu seiner Hauptstadt

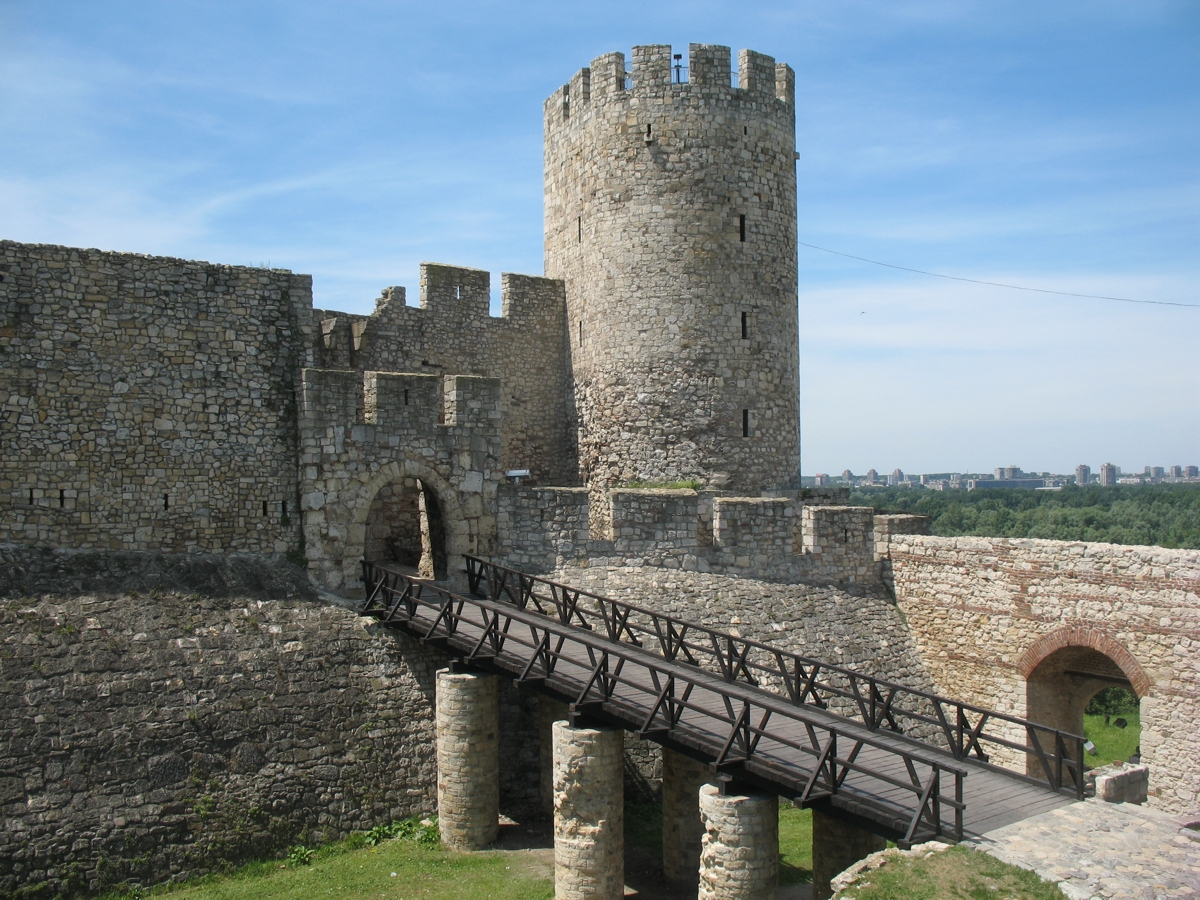
Das Tor des Despoten auf der Nordostseite der Burg war unter Stefan Lazarević Haupteingang der Oberstadt

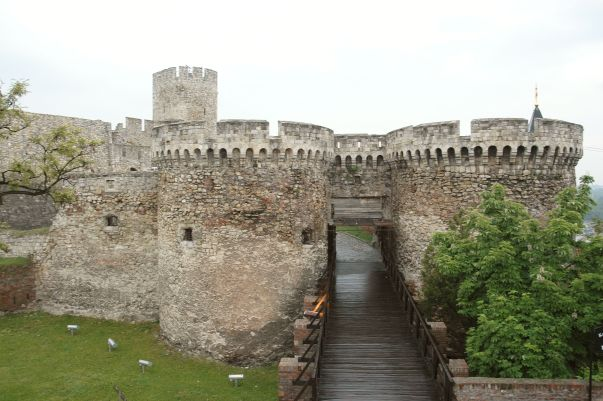
Die Ungarn befestigten den 1456 entscheidenden Gefechtsplatz am Tor des Despoten zusätzlich durch das doppeltürmige Zindan-Tor

Nach der Schlacht auf dem Amselfeld verlagerte sich das serbische Machtzentrum zunehmend nach Norden. Durch Stefan Lazarević (1389–1427) wurde Belgrad aufgrund seiner strategisch günstigen Lage und der sicheren Entfernung vor möglichen osmanischen Invasionen auch erstmals als serbische Residenzstadt gewählt. In dieser Zeit wurde der Hof von Stefan Lazarević in Belgrad Zufluchtsort für vertriebene orthodoxe Christen aus den von den Türken belagerten Ländern der Balkanhalbinsel, die sich der sich ausdehnenden Herrschaft der Osmanen entziehen wollten oder vor Verfolgung und Unterdrückung geflohen waren. Die daraus resultierte kosmopolitisch orthodoxe Bevölkerung führte durch teilweise hochgebildete Flüchtlinge aus den zerfallenden südbalkanischen Ländern (Bulgarien, (1393 fiel Weliko Tarnowo, 1396 Widin), Mazedonien (1395 Tod von Konstantin Dragaš und Marko Kraljević), Kosovo (1397 starb Vuk Branković)) zu einer nachdrücklichen Blüte von Literatur und Kunst (Palaiologische Renaissance), die in der Hauptstadt des serbischen Despotats zur neben dem Kloster Manasija bedeutendsten spätmittelalterlichen Schreibschule („Belgrader Schreibschule“) führte. Belgrad war in dieser Epoche eine der bedeutendsten Städte der Balkanhalbinsel.
Durch die Einnahmen aus dem Handel mit Erzen und Edelmetallen und dem florierenden Handel mit der Republik Ragusa prosperierte das wiedererstarkte Serbien unter Stefan Lazarević, sodass er seine Residenz großzügig ausbauen konnte. Zeugnis der Erneuerung der Stadt, insbesondere in der Erweiterung der Festung von Belgrad, ist die Trennung in Ober- (Residenz) und Unterstadt (Zivilstadt), die bis ins späte 19. Jahrhundert beibehalten wurde. Aus dieser Epoche ist insbesondere das Tor des Despoten erhalten, das nach wie vor den Namen seines Erbauers trägt. Zerstört wurden dagegen alle religiösen (Stadtkathedrale, sogenannte Kathedrale des Belgrader Metropoliten) sowie profanen (Schloss von Stefan Lazarevic) Bauwerke. Es wird angenommen, dass Belgrad in dieser Zeit um die 40.000 bis 50.000 Einwohner hatte.
Unter den bedeutenden Gelehrten und Schriftstellern, die am Hofe des Despoten lebten, war neben einem der letzten Universalgelehrten des byzantinischen Reiches, Konstantin Kostenezki, auch Grigorij Camblak. In der Hagiographie von Konstantin Kostenezki Leben des Despoten Stefan Lazarević (Житија деспота Стефана Лазаревића) wird Belgrad seiner Schönheit und seines Wohlstandes wegen als das neue Jerusalem und Konstantinopel bezeichnet.

#### Rückgabe an Ungarn und erste Belagerung von Belgrad durch die Türken

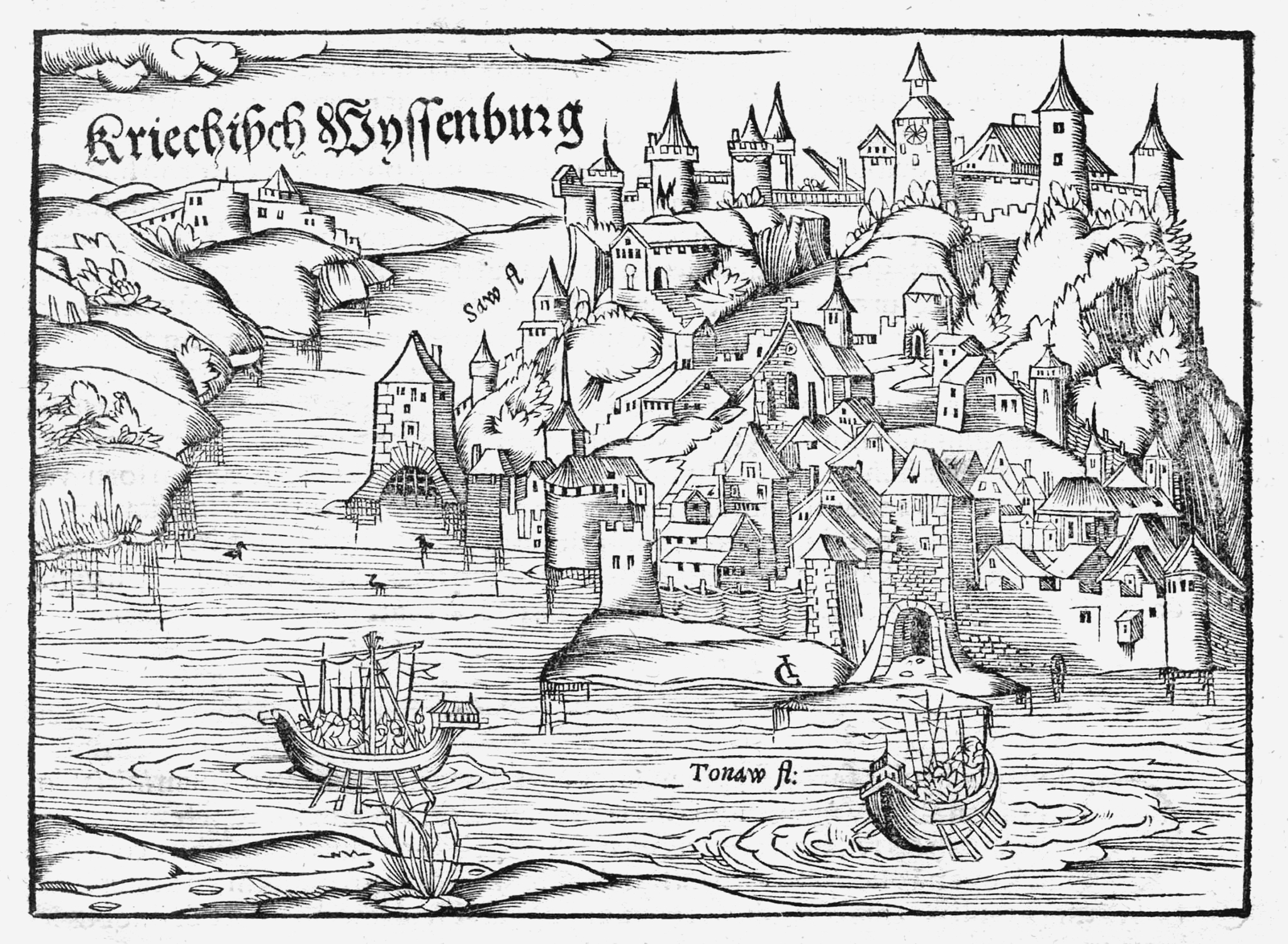
Die Belagerung von Belgrad (Kriechisch W(e)ysseburg) 1456, Cosmographia von Sebastian Münster aus dem Jahr 1545

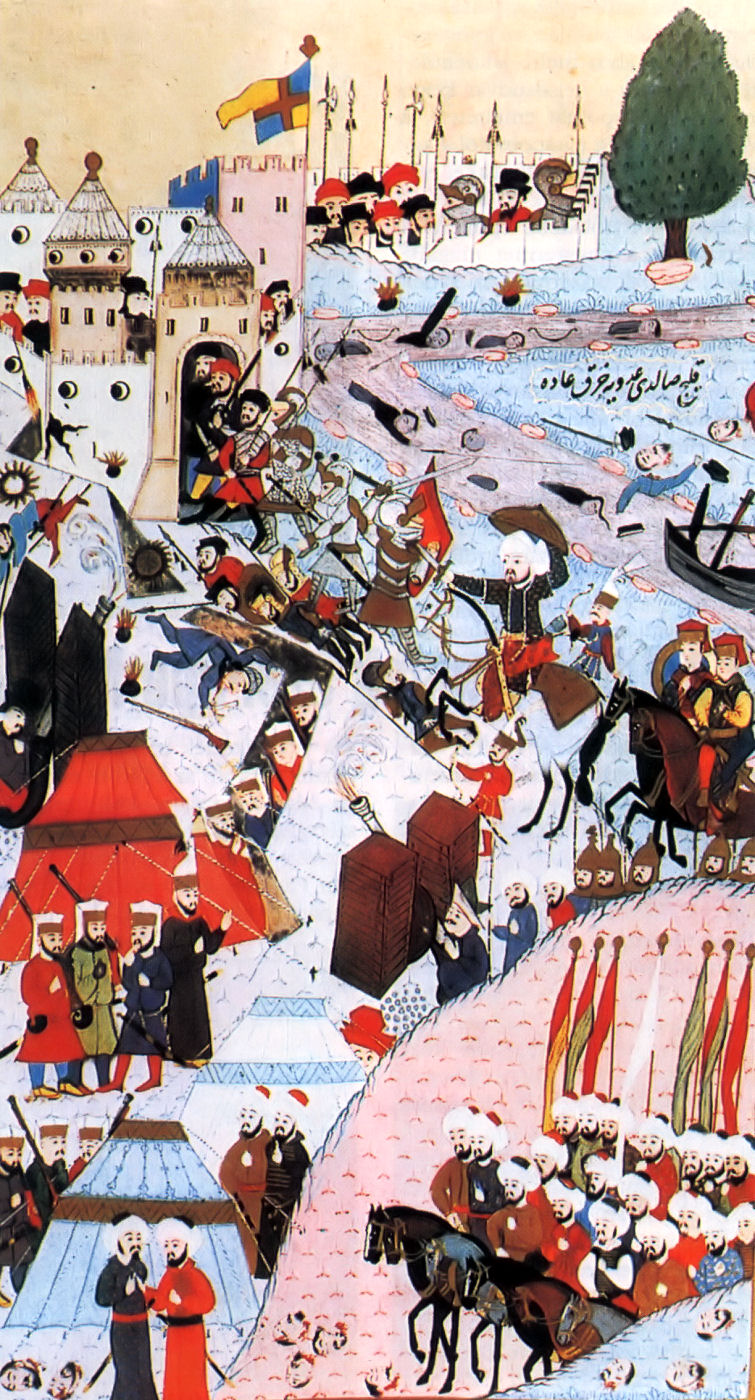
Die entscheidende Schlacht während der Belagerung von Belgrad 1456 wird auf der türkischen Miniatur dargestellt. Links oben ziehen sich die Ungarn durch das Tor des Despoten in die Oberstadt zurück, die vom Donjon Nebojša Kula bewacht wird.

Während der Zeit des Stefan Lazarević nachfolgenden Despoten Đurađ Brankovićs wurde Belgrad an Ungarn zurückgegeben. Die Osmanen eroberten bis Anfang der zweiten Hälfte des 15. Jahrhunderts den größten Teil Serbiens mit Ausnahme der neuen Hauptstadt Smederevo, während Belgrad im Herrschaftsbereich des ungarischen Königs Sigismund verblieb. Für die Osmanen stellte Belgrad ein großes Hindernis auf dem Weg nach Mitteleuropa dar, das aus ihrer Sicht unbedingt erobert werden musste. Schließlich griffen die Osmanen Belgrad am 4. Juli 1456 an, was zur Belagerung Belgrads führte. Die christliche Armee, geführt von Johann Hunyadi, verteidigte Belgrad schlussendlich mit Erfolg.
Während der ungarischen Herrschaft veränderten sich die Bevölkerungsstruktur und auch das Aussehen der Stadt. Die Stadt verfiel allmählich in Stagnation. Die verdrängte serbische Bevölkerung lebte am Stadtrand und hatte keinen Zugang zur Oberstadt. Der ungarische König siedelte zunehmend ungarische Bevölkerung an und dehnte den Einfluss der katholischen Kirche aus. Bedingt durch die erfolgreiche erste Verteidigung der Stadt gegen die Türken, wurde mit Ausnahme kleinerer Verstärkungen der Oberstadt durch das Zindan-Tor und den Bau des Nebojsa-Turms in der Unterstadt an den Befestigungsanlagen keine wesentliche Verstärkung vorgenommen, was sich beim zweiten Versuch der Osmanen, Belgrad einzunehmen, als tödlicher Fehler erweisen sollte, da Sultan Süleyman I. diesmal auch schwere Artillerie einsetzen würde und die gegen Blankwaffen gebaute Burg aus der Zeit von Stefan Lazarević dafür nicht vorgesehen war.

## Neuzeit

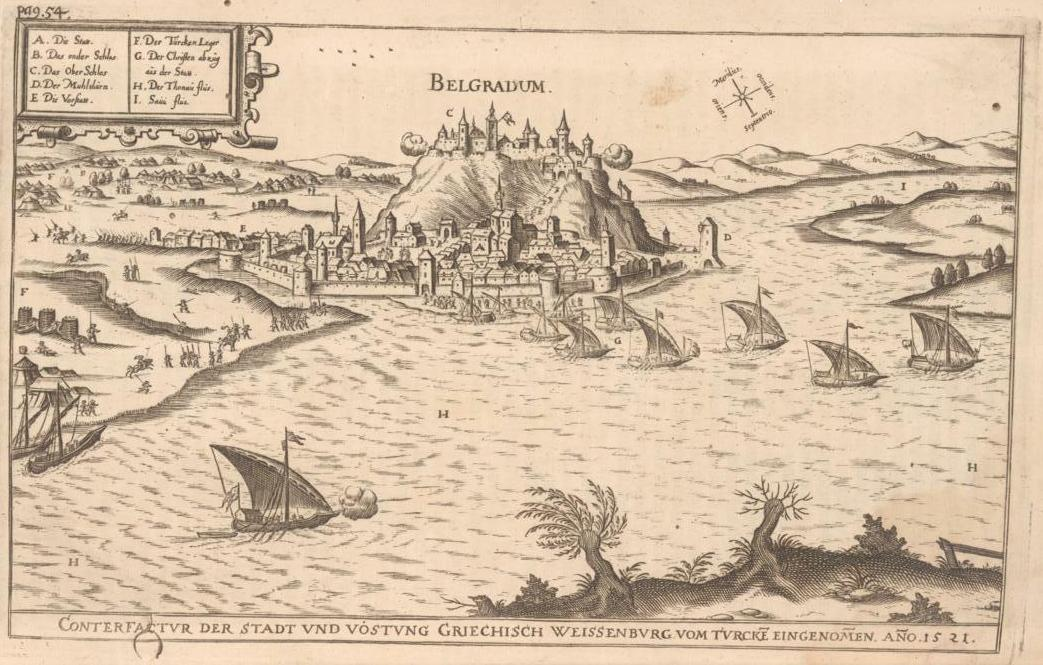
Belgrad im 16. Jahrhundert

### Belgrad zwischen Orient und Okzident

#### Türkische Eroberung 1521

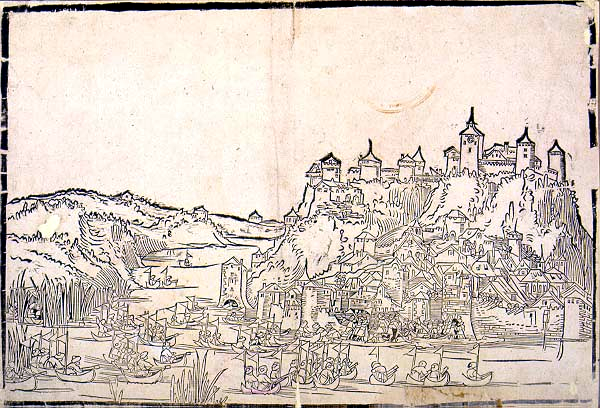
Holzschnitt der Belagerung von Belgrad (1521), Herausgegeben von Wolfgang Resch in Nürnberg 1521. Die seitenverkehrte Ansicht (die Ansicht ist nicht invers geschnitten worden) zeigt den vom Fluss ausgehenden Angriff von Piri Pascha und den Janitscharen mit der Erstürmung der Unterstadt. Unter anderem ist die turmreiche Oberstadt und der Mlinarica Turm (Mühlturm) an der Save abgebildet.

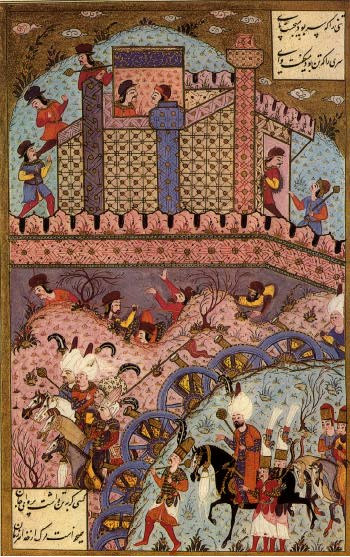
Eroberung Belgrads 1521 durch Süleyman den Prächtigen

Die osmanische Armee unter Süleyman I. eroberte schließlich am 28. August 1521 Belgrad von den Ungarn. Die Osmanen zerstörten und brandschatzten die Stadt, um sie nach der Eroberung wieder zu besiedeln. Die Stadt wurde zu einer modernen und orientalischen Stadt ausgebaut Belgrad diente den Osmanen auch als wichtigster Stützpunkt für ihre Feldzüge gegen den Westen. Um 1571 gab es um die Stadt herum an die 27 Dörfer. Im Jahre 1594 erlebte die Stadt einen großen Aufstand der Serben, welchen die Osmanen gewaltsam unterdrückten, indem sie mehrere Kirchen anzündeten und den Leichnam Sveti Savas auf dem Hügel Vračar verbrannten. Gerade wegen dieses Ereignisses wurde Vračar als Ort ausgewählt, wo die Kathedrale Hl. Sava gebaut werden sollte.
In den nächsten 150 Jahren war Belgrad eine relativ ruhige Stadt mit einer wichtigen Handels- und Verkehrsfunktion. Belgrad war auch Sitz des Sandschaks Smederevo, welcher von Smederevo nach Belgrad verlegt worden war. Die Stadt lockte damals viele Kaufleute, Händler und Bewohner an, darunter Türken, Armenier, Griechen und Roma. Nach Berichten des osmanischen Reisenden Evliya Çelebi, welcher sich im Jahre 1660 in Belgrad aufhielt, hatte Belgrad in dieser Zeit etwa 98.000 Einwohner, von denen 21.000 Einwohner nicht-islamischen Glaubens waren. Damals erlebte die Stadt ihren größten Aufschwung unter den Türken und wurde nach Konstantinopel zur zweitgrößten Stadt des Osmanischen Reichs. Man errichtete öffentliche Bäder und baute viele neue Moscheen. Die islamische Architektur prägte damals das Bild der Stadt. Belgrad galt am Ende des 16. Jahrhunderts wegen seiner Größe und der Schönheit als eine der schönsten Städte im osmanischen Teil Europas. Die größte Moschee in Belgrad war die Batal-Moschee. Viele Reisende verglichen sie mit der Hagia Sophia. Die Batal-Moschee befand sich an der Stelle, wo sich heute das Parlament Serbiens befindet. Neben ihr lag ein Friedhof, wo angesehene und geachtete Osmanen begraben wurden.

#### Türkenkriege

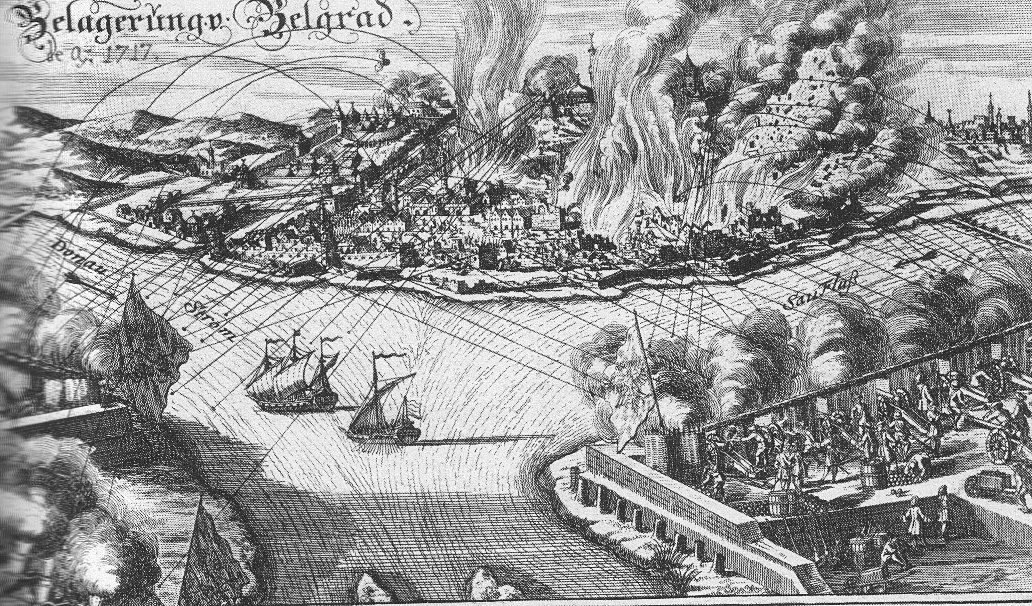
Die Belagerung von Belgrad am 16. August 1717

Nach der erfolgreichen zweiten Abwehr der Türken vor Wien 1683 konnte die Heilige Liga im Großen Türkenkrieg die Osmanen bis hinter Belgrad zurückdrängen. Unter dem Kommando von Max Emanuel, des Kurfürsten von Bayern, begann die Belagerung Belgrads Anfang August 1688. Nur einen Monat später, am 6. September 1688, wurde die Stadt unter enormen Verlusten auf beiden Seiten eingenommen. Doch schon 1690 eroberten die Osmanen die Stadt zurück. Die Habsburger konnten insbesondere durch das militärische Geschick von Prinz Eugen von Savoyen im Venezianisch-Österreichischen Türkenkrieg in der Schlacht von Peterwardein Ungarn von den Osmanen befreien und am 18. August 1717 die Schlüsselfestung Belgrad während der Schlacht von Belgrad erobern, indem er unerwarteterweise nicht von Land, sondern mittels einer Pontonbrücke vom Wasser aus angriff. Dieser Sieg ist im Lied Prinz Eugen, der edle Ritter verewigt. Der anschließende Frieden von Passarowitz (1718) vergrößerte Österreich um das nördliche Serbien, das Banat und die westliche Walachei und machte das Habsburgerreich zur europäischen Großmacht, das sich bis 1918 als Bestandteil der österreichischen Interessensphäre in alle politischen Krisen der Balkanhalbinsel als Hauptakteur einzumischen pflegte.
Die mittelalterliche Burganlage von Belgrad wurde bis 1739 als moderne Hauptfestung gegen die Osmanen nach Vauban umgestaltet und auch neue Zugänge zur Stadt, wie das Stambol kapija, errichtet. Nach dem wiederholten Verlust der Stadt 1739 im Frieden von Belgrad nach dem Russisch-Österreichischer Türkenkrieg wurden alle vorgenommenen Arbeiten an der Festung gesprengt, um den Türken eine unbrauchbare Anlage zu hinterlassen.
Die Österreicher nahmen Belgrad nochmals kurzzeitig 1789 ein, verloren die Stadt aber vertraglich im Frieden von Swischtow wieder 1791. Durch diese ständigen Kämpfe um Belgrad wird diese von den Osmanen Dar Ul Jihad, was so viel bedeutete wie Haus des Krieges, genannt.

Karte Belgrads, um 1760

In der Periode des Großen Türkenkrieges von 1683 bis 1699 kam es in fast ganz Südosteuropa und insbesondere in Ungarn und Serbien zu erheblichen Bevölkerungsmigrationen. Belgrad verlor schon 1688 den Großteil seiner über 100.000 Einwohner. Die große Abwanderungswelle der Serben aus dem Kosovo unter Führung des serbischen Patriarchen Arsenije IV. Jovanović aus Angst vor Repressalien und mit der Hilfe der Habsburger in die heutige Vojvodina und Slawonien erfolgte nicht zuletzt, um die verwüsteten neuen habsburgischen Regionen wiederzubevölkern. Die strategische Anlage der Militärgrenze wurde auch im Banater Abschnitt durch Ansiedlung von Serben als Wehrbauern geschützt. Von 1690 bis zur Auflösung der Militärgrenze 1882 blieb Belgrad so im Brennpunkt dieses cordon sanitaire.

#### Serbische Befreiungskriege
1804 begannen die Serben den sogenannten ersten Aufstand gegen die Osmanen, genauer gegen die Janitscharen, die zur mächtigen und beherrschenden Kriegerkaste im Osmanenreich aufgestiegen waren und restriktiver handelten, als das der bisherige übliche Führungsstil gewesen war, den Serben ihre bisher gewährte Autonomie im Osmanenreich nahmen und ihre führenden Köpfe absetzten und hinrichteten. Zu ihrem Anführer erhoben sie Karađorđe, der sich berüchtigt durch seine Unbarmherzigkeit gegenüber den Osmanen, aber auch gegenüber den konvertierten Serben als entschlossenster Feind des osmanischen Jochs zeigte, was ihm den türkischen Beinamen Kara für schwarzer Đorđe (Georg) einbrachte. Während des Aufstandes in Belgrad wurden viele Moscheen zerstört, andere wurden in Ställe umgewandelt, in denen man Schweine beherbergte. Eine Moschee wurde in eine orthodoxe Kirche umgewandelt, und die verbleibenden wurden muslimischen Frauen zum Wohnen übergeben. Die Aufständischen hielten die Stadt vom 8. Januar 1806 bis ins Jahr 1813 in ihren Händen, jedoch eroberten die Osmanen sie wieder zurück.
Mit der Rückkehr der Osmanen in die Stadt wurden manche Moscheen restauriert, doch schon 1815 wagten die Serben unter Miloš Obrenović einen zweiten Aufstand. Sie erkämpften sich ein autonomes Fürstentum, und Belgrad kam unter ihre Verwaltungshoheit. Ein osmanisches Regiment blieb in der Belgrader Festung. Nach einem Bericht aus dem Jahr 1836 gab es in Belgrad damals 16 Moscheen. Mit dem Abzug der Osmanen aus der Stadt im Jahre 1867 (der größte Teil war slawischen Ursprungs) begann eine neue Epoche in Belgrad. Felix Philipp Kanitz sagte einmal, als er in Belgrad war: „Wenn man plötzlich eine Explosion hörte, dann war es wieder eine Zerstörung einer Moschee, die das Stadtbild störte.“ Die einzige heute noch verbliebene Moschee in Belgrad ist die Bajrakli-Moschee im Ortsteil Dorćol.

## Moderne

### Aufbruch Serbiens in die Moderne

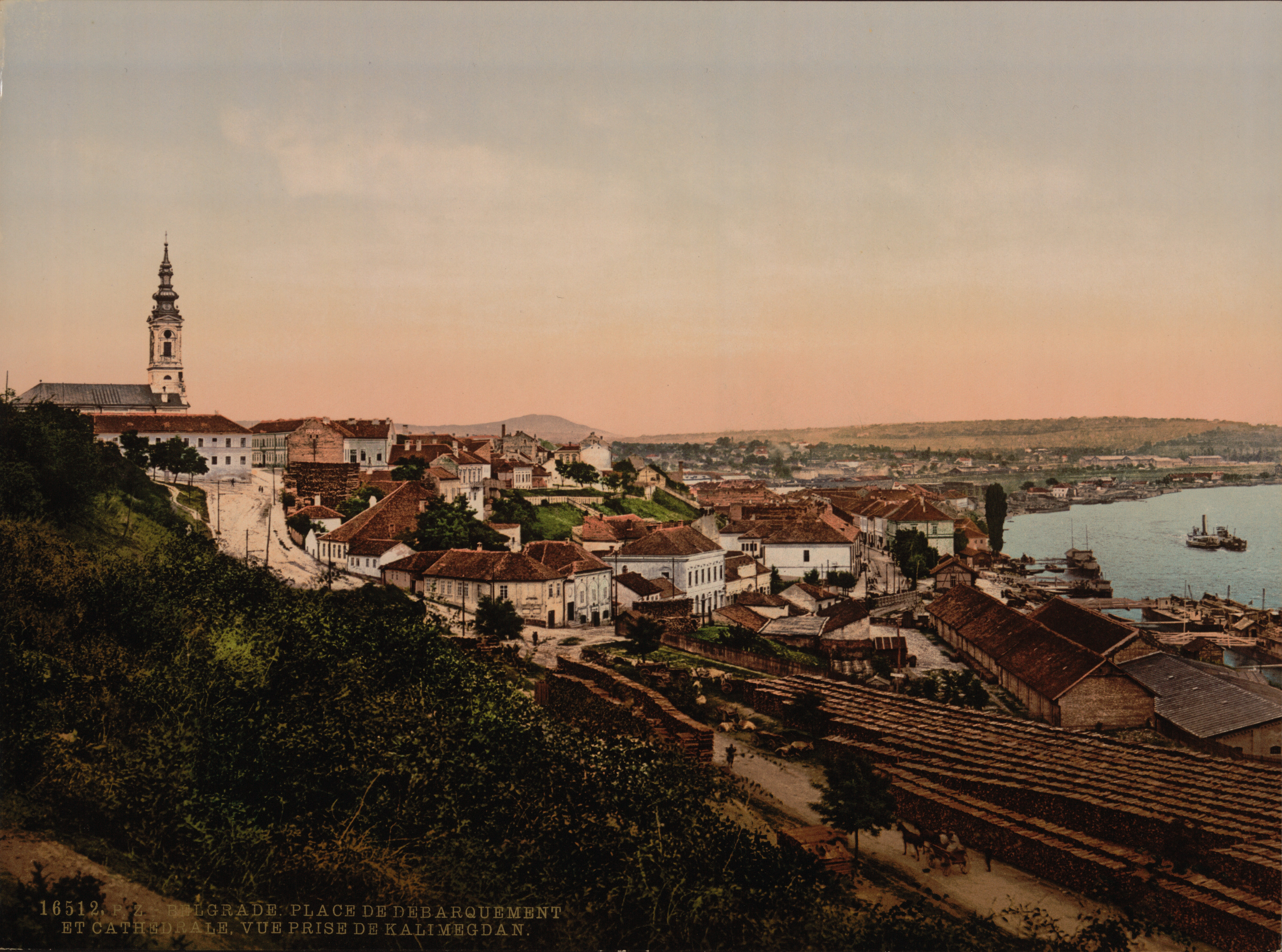
Ansicht Belgrads 1890

Am 18. April 1867 zwang Fürst Mihailo Obrenović die letzten osmanischen Regimenter, mit ihrem Hab und Gut das Fürstentum zu verlassen, und Belgrad wurde feierlich zur freien serbischen Hauptstadt geweiht. Damit war nach 346-jähriger Herrschaft die osmanische Zeit in Belgrad vorbei. Der Fürst siedelte die Hauptstadt aus Kragujevac nach Belgrad um. Als Serbien mit den Ergebnissen des Berliner Kongresses 1878 seine volle Unabhängigkeit vom Osmanischen Reich bekam, entwickelte sich Belgrad zu einem der Schlüsselstädte auf dem Balkan und begann sich drastisch zu vergrößern. Aber auch mit dem Bau der Eisenbahnstrecke bis Niš blieben die Bedingungen in Serbien gleich, d. h. wie in den anderen von der Landwirtschaft geprägten Ländern in der Umgebung. Belgrad hatte im Jahr 1900 nur 69.100 Einwohner. Mit dem Sturz der Dynastie Obrenović im Jahre 1903 vom serbischen Thron, vergrößerte sich die Einwohnerzahl stetig. Schon 1905 zählte Belgrad über 80.000 Einwohner, und vor dem Ersten Weltkrieg (1914) betrug sie um die 100.000 Einwohner.

### Erster Weltkrieg

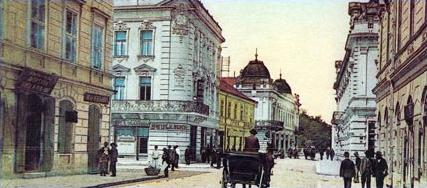
Die Knez Mihailova ulica (Fürst-Michael-Straße) zu Beginn des 20. Jahrhunderts.

Gavrilo Princips Attentat auf den österreichisch-ungarischen Thronfolger Erzherzog Franz Ferdinand und seine Frau Sophie in Sarajevo am 28. Juni 1914 war der Anlass für die Julikrise, die in ihrem Verlauf den Ersten Weltkrieg auslöste. Der Großteil der späteren Balkan-Offensiven Österreich-Ungarns gegen Serbien fanden in der Nähe von Belgrad statt. Belgrad wurde offiziell am 29. Juli 1914, also einen Tag nach der Kriegserklärung Österreich-Ungarns an Serbien, unter General Oskar Potiorek angegriffen. Die Mittelmächte eroberten die Stadt sehr schnell. Jedoch eroberten die serbischen Truppen unter Marschall Radomir Putnik die Stadt am 15. Dezember des gleichen Jahres wieder zurück. Bei langen Gefechten wurde ein Großteil der Stadt zerstört und Belgrad kam am 9. Oktober 1915 wieder in die Hand der Mittelmächte. Die Stadt wurde am 5. November 1918 von serbischen und französischen Truppen unter Kommando von Marschall Louis Franchet d’Espérey und dem serbischen Kronprinzen Aleksandar Karađorđević befreit. Zusammen mit den französischen Truppen befreiten die serbischen Truppen Serbien und drangen bis nach Subotica vor, das damals in Österreich-Ungarn lag. Mit dem Vertrag von Trianon verlor das Königreich Ungarn mehr als zwei Drittel (von 325.411 km² auf 93.073 km²) seines Reichsgebietes. Dies betraf auch Subotica und so kam die Stadt unter serbischer Flagge. Subotica war nach der Angliederung an Serbien die größte Stadt des damaligen Königreiches, aber Belgrad begann rasch zu wachsen.
Nach dem Krieg wurde Belgrad zur Hauptstadt des neu gegründeten Königreichs der Serben, Kroaten und Slowenen (ab 1929 in Königreich Jugoslawien umbenannt) ernannt. Das Königreich wurde 1929 in mehrere Banschaften gegliedert, so bildete Belgrad zusammen mit Zemun und Pančevo eine separate Verwaltungseinheit.
Während der Zwischenkriegszeit erlebte die Stadt ein wahres Wirtschafts- und Bevölkerungswachstum. Es folgte eine erhebliche Modernisierung vieler zerstörter Gebäude. Die Bevölkerung wuchs auf 239.000 (1931) Einwohner (mit Zemun, das früher zu Österreich-Ungarn gehörte), 1940 betrug sie 320.000 Einwohner. Die Wachstumsrate der Bevölkerung lag zwischen 1921 und 1948 bei durchschnittlich 4,08 % pro Jahr. 1927 wurde in Belgrad der erste Flughafen eröffnet und im Jahre 1929 nahm die erste Radiostation ihren Betrieb auf. Die Pančevo-Brücke, die die Donau überspannt, wurde im Jahre 1935 erbaut.

### Zweiter Weltkrieg

#### Luftangriff und Besatzungszeit

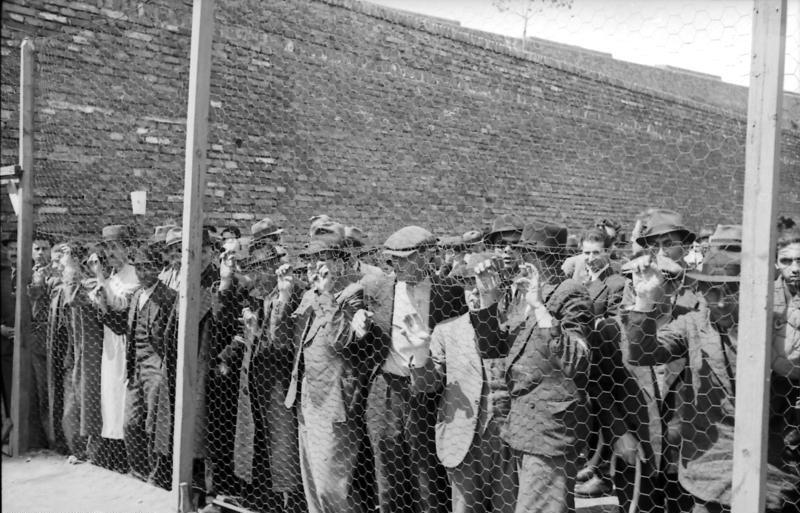
„Erfassung von Juden“, Aufnahme der Propagandakompanie im April 1941

Am 25. März 1941 unterzeichnete Prinzregent Paul von Jugoslawien den Dreimächtepakt, was zu erheblichen Demonstrationen in Belgrad führte und einen Umsturz der bisherigen aristokratischen Elite zur Folge hatte. Daraufhin griffen am 6. April 1941 die Achsenmächte ohne Vorwarnung oder Kriegserklärung das Königreich Jugoslawien an. Bombardements der deutschen Luftwaffe fügten Belgrad schwere Schäden zu, u. a. wurde die Nationalbibliothek durch einen Brand zerstört und Kulturgut in unschätzbarem Wert ging verloren. Tausende Belgrader verloren durch die Bombardements und die unmenschliche Besatzung ihr Leben. Am 12. April 1941 wurde die Stadt durch deutsche SS-Verbände besetzt. Erst erreichte eine Vorhut unter Fritz Klingenberg mit nur 6 Mann die Übergabe der Stadt an die Deutschen, dann erfolgte am Abend die Besetzung durch die Panzergruppe von Kleist. Jugoslawien wurde damals durch deutsche, italienische, bulgarische und ungarische Truppen besetzt. Das heutige Gebiet um Zemun und ganz Syrmien wurde dem Unabhängigen Staat Kroatien angeschlossen, der damals ein wichtiger Verbündeter der Deutschen war. Belgrad wurde zum Sitz des besetzten Serbiens ernannt, das unter einer Marionettenregierung von Milan Nedić regiert wurde. Ambitionen der „Volksgruppenführung“ der Jugoslawiendeutschen unter Josef Janko für eine Reichsfestung Belgrad mit einem autonomen deutschen Gebiete um Belgrad scheiterten an der Intervention Deutschlands.
Im Sommer und Herbst 1941 folgten deutsche Übergriffe auf die zivile Bevölkerung. Unter General Franz Böhme, dem deutschen Militärgouverneur für Serbien, verübten deutsche Soldaten Massaker an der Belgrader Bevölkerung, insbesondere an den Juden. Böhme setzte seine Regel rigoros durch, dass für jeden getöteten Deutschen Soldaten 100 Serben oder Juden erschossen werden würden.

#### Sowjetische Befreiung und Sieg der Partisanen
Belgrad wurde von den Alliierten am 16. April 1944 bombardiert. Das Bombardement kostete 1600 Menschen das Leben. Beide Bombardements (April 1941 und April 1944) fielen auf die christlich-orthodoxen Ostern. Am 20. Oktober 1944 wurde Belgrad schließlich während der Belgrader Operation durch die Rote Armee und die Jugoslawische Volksbefreiungsarmee befreit. Am 29. November 1945 proklamierte Marschall Josip Broz Tito in Belgrad die Föderative Volksrepublik Jugoslawien (am 7. April 1963 in Sozialistische Föderative Republik Jugoslawien umbenannt).

### Kalter Krieg

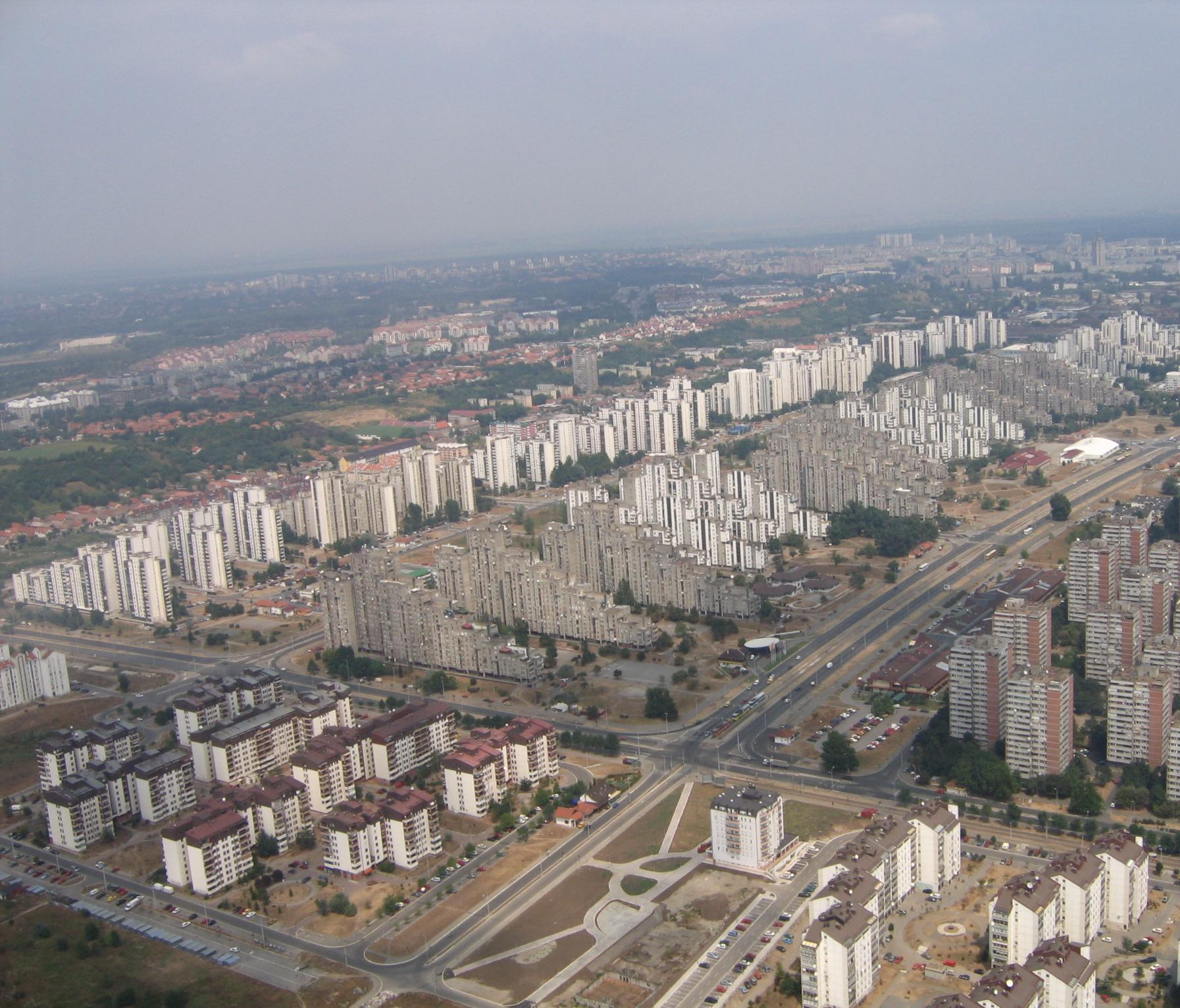
Ausbau der Stadt (Neu-Belgrad) im Sozialismus 1944–1991

Von 1944 bis 1991 war Belgrad sowohl die Hauptstadt des blockfreien sozialistischen Jugoslawiens als auch der Teilrepublik Serbien. Neu-Belgrad (Novi Beograd), eine moderne Siedlung an der Mündung der Save in die Donau gegenüber der Altstadt, wurde ausgebaut.
Belgrad war vom 1. bis 6. September 1961 Gastgeberin der Gründungskonferenz der Blockfreien Staaten. Im eigens dafür errichteten Sava Centar fand vom Oktober 1977 bis zum März 1978 die erste Nachfolgekonferenz der KSZE statt.
Mit der Verabschiedung einer neuen jugoslawischen Verfassung 1974 und der damit verbundenen Stärkung der föderativen Elemente wie auch der Bildung der autonomen Provinzen Kosovo und Vojvodina brachen auf den Straßen Belgrads Proteste aus (das so genannte nationale Moment). Die Proteste gingen von der überwiegend serbischen Bevölkerung in Belgrad aus, die den Führungsstil Titos in dieser Zeit immer mehr hinterfragte.

### Bombardement 1999
Mit dem Zerfall des Zweiten Jugoslawien in den 1990er-Jahren wurde Belgrad Hauptstadt der neu gebildeten Bundesrepublik Jugoslawien.
Am 24. März 1999 begann die NATO im Zuge des Kosovokrieges mit Luftangriffen gegen die Bundesrepublik Jugoslawien, von denen auch Belgrad betroffen war. Neben dem 1965 auf dem Berg Avala errichteten, 203 Meter hohen Fernsehturm Avala, der auch für Touristen zugänglich war, wurden auch zahlreiche Regierungsgebäude wie das Verteidigungsministerium und das Polizeipräsidium zerstört. Darüber hinaus waren Gebäude von Fernseh- oder Radiosendern, wobei 16 Mitarbeiter der RTS getötet wurden, sowie mehrere zivile Einrichtungen wie Elektrizitäts- und Wasserwerke, Telefonleitungen, Brücken und Straßen von den Angriffen betroffen. Getroffen wurden mitunter auch Schulen, Krankenhäuser und Wohngebäude sowie die Botschaft der Volksrepublik China, was einen Eklat auslöste. An einzelnen Stellen sind im Stadtbild nach wie vor Kriegsruinen zu sehen, die weder abgetragen noch wiederaufgebaut wurden.

### Übergang zur Demokratie
Am 5. Oktober 2000 stürzten aufgebrachte Bürger, die sich den Protesten der Studentenbewegung OTPOR anschlossen, weitgehend friedlich das Regime des jugoslawischen Präsidenten Slobodan Milošević in Belgrad. Dabei wurde das Parlamentsgebäude der Bundesrepublik Jugoslawien von der aufgebrachten Menge in Brand gesetzt.
Vom 4. Februar 2003 bis zum 3. Juni 2006 war Belgrad Hauptverwaltungssitz der Staatenunion Serbien und Montenegro und ist seit der Loslösung Montenegros Hauptstadt der Republik Serbien.